# Lindóia do Sul
Lindóia do Sul é um município brasileiro do estado de Santa Catarina, próximo à região de Concórdia, no meio-oeste catarinense. Foi fundado em 1 de janeiro de 1990. Sua economia é baseada principalmente na agropecuária e na agricultura. Localiza-se a uma latitude 27º03'12" sul e a uma longitude 52º04'00" oeste, estando a uma altitude de 643 metros. Sua população estimada em 2010 era de 4.632 habitantes. Possui uma área de 190,34 km².